# Llista de prenoms teòfors àrabs
Aquesta és una llista de prenoms teòfors àrabs transcrits en català. Per a la transcripció se segueix la pronunciació clàssica i estàndard i no es recullen les variants dialectals modernes, així com les formes que, especialment els prenoms musulmans, puguin prendre en altres llengües.

## Prenoms musulmans

### Prenoms amb el ‘prefix’ Abd- (Servidor de)
- Abd-ad-Dar
- Abd-ad-Dayyan
- Abd-adh-Dhàhir

- Abd-aix-Xafi
- Abd-aix-Xahid
- Abd-aix-Xàkir
- Abd-aix-Xakur
- Abd-al-Adhim
- Abd-al-Afú
- Abd-al-Àhad
- Abd-al-Àkhir
- Abd-al-Àkram
- Abd-al-Ala
- Abd-al-Alí
- Abd-al-Alim
- Abd-al-Amir
- Abd-al-Àssad
- Abd-al-Ati
- Abd-al-Àwwal
- Abd-al-Aziz
- Abd-al-Badí
- Abd-al-Baqi
- Abd-al-Bari
- Abd-al-Barr
- Abd-al-Bassir
- Abd-al-Bàssit
- Abd-al-Bàtin
- Abd-al-Fattah
- Abd-al-Ghaffar
- Abd-al-Ghàfir
- Abd-al-Ghafur
- Abd-al-Ghaní
- Abd-al-Hadi
- Abd-al-Hafidh
- Abd-al-Hàkam
- Abd-al-Hakim
- Abd-al-Halim
- Abd-al-Hamid
- Abd-al-Haqq
- Abd-al-Hassib
- Abd-al-Hayy
- Abd-al-Hussayn
- Abd-al-Ilah
- Abd-al-Jabbar
- Abd-al-Jalil
- Abd-al-Jamil
- Abd-al-Jawad
- Abd-al-Kabir
- Abd-al-Kafi
- Abd-al-Karim
- Abd-al-Khabir
- Abd-al-Khàliq
- Abd-al-Khal·laq
- Abd-Al·lah
- Abd-al-Latif
- Abd-al-Mahdí
- Abd-al-Majid
- Abd-al-Màjid
- Abd-al-Màlik
- Abd-al-Malik
- Abd-al-Mannan
- Abd-al-Matín
- Abd-al-Mawla
- Abd-al-Muàkkhir
- Abd-al-Mubín
- Abd-al-Mughní
- Abd-al-Muhaimin
- Abd-al-Muhsí
- Abd-al-Múhsin
- Abd-al-Mujib
- Abd-al-Mumin
- Abd-al-Múnim
- Abd-al-Muqàddim
- Abd-al-Muqit
- Abd-al-Múqtadir
- Abd-al-Mussàïr
- Abd-al-Mussàwwir
- Abd-al-Mutaali
- Abd-al-Mutakàbbir
- Abd-al-Mutí
- Abd-al-Múttalib
- Abd-al-Qàbid
- Abd-al-Qadim
- Abd-al-Qadir
- Abd-al-Qàdir
- Abd-al-Qahhar
- Abd-al-Qàhir
- Abd-al-Qarib
- Abd-al-Qawí
- Abd-al-Qayyum
- Abd-al-Quddús
- Abd-al-Wadud
- Abd-al-Wàhid
- Abd-al-Wahhab
- Abd-al-Wakil
- Abd-al-Wali
- Abd-al-Walí
- Abd-al-Wàrith
- Abd-al-Wassi
- Abd-al-Witr
- Abd-an-Nassir
- Abd-an-Nàssir
- Abd-an-Nabí
- Abd-an-Nur
- Abd-ar-Rabb
- Abd-ar-Rafi
- Abd-ar-Rafiq
- Abd-ar-Rahim
- Abd-ar-Rahman
- Abd-ar-Raixid
- Abd-ar-Raqib
- Abd-ar-Rassul
- Abd-ar-Raüf
- Abd-ar-Ràziq
- Abd-ar-Razzaq
- Abd-ar-Ridà
- Abd-as-Sabur
- Abd-as-Salam
- Abd-as-Sàmad
- Abd-as-Samí
- Abd-as-Satir
- Abd-as-Sattar
- Abd-as-Sàyyid
- Abd-as-Subbuh
- Abd-as-Subhan
- Abd-at-Tawwab
- Abd-at-Tàyyib
- Abd-az-Zahrà
- Abd-Rabbih
- Àbduh

### Prenoms amb el ‘sufix’ -Al·lah (de Déu)
- Àïdh-Al·lah
- Aman-Al·lah
- Amat-Al·lah
- Amín-Al·lah
- Àssad-Al·lah
- Atà-Al·lah
- Atiq-Al·lah
- Atíyyat-Al·lah
- Adhim-Al·lah
- Aziz-Al·lah
- Baràkat-Al·lah
- Dayf-Al·lah
- Dhàfar-Al·lah
- Dhikr-Al·lah
- Fayz-Al·lah
- Fat·h-Al·lah
- Fadl-Al·lah
- Ihsan-Al·lah
- Habib-Al·lah
- Hàfidh-Al·lah
- Hamd-Al·lah
- Hamid-Al·lah
- Hayat-Al·lah
- Híbat-Al·lah
- Hidàyat-Al·lah
- Lutf-Al·lah
- Ikram-Al·lah
- Inàyat-Al·lah
- Ísmat-Al·lah
- Ízzat-Al·lah
- Khalil-Al·lah
- Ma-xa-Al·lah
- Muhib-Al·lah
- Najib-Al·lah
- Naqib-Al·lah
- Nasr-Al·lah
- Nímat-Al·lah
- Nur-Al·lah
- Qúdrat-Al·lah
- Ràhmat-Al·lah
- Rizq-Al·lah
- Ruh-Al·lah
- Sad-Al·lah
- Sayf-Al·lah
- Safí-Al·lah
- Samí-Al·lah
- Thanà-Al·lah
- Ubayd-Al·lah
- Walí-Al·lah
- Xafiq-Al·lah
- Xarif-Al·lah
- Yad-Al·lah
- Zakat-Al·lah

### Prenoms amb el ‘sufix’ -ar-Rahman (del Compassiu)
- Abd-ar-Rahman
- Anís-ar-Rahman
- Assif-ar-Rahman
- Atà-ar-Rahman
- Atiq-ar-Rahman
- Aziz-ar-Rahman
- Diyà-ar-Rahman
- Fadl-ar-Rahman
- Habib-ar-Rahman
- Khalil-ar-Rahman
- Lutf-ar-Rahman
- Munib-ar-Rahman
- Mizan-ar-Rahman
- Muti-ar-Rahman
- Safí-ar-Rahman
- Sayf-ar-Rahman
- Xafiq-ar-Rahman
- Xams-ar-Rahman

## Prenoms no musulmans

### Prenoms preislàmics
- Abd-al-Kaba
- Abd-al-Madan
- Abd-al-Múttalib
- Abd-al-Qays o Abd-Qays
- Abd-al-Uzza
- Abd-Manaf
- Abd-Xams o Abd-aix-Xams
- Abd-Yaghuth

### Prenoms cristians
- Abd-aix-Xahid

- Abd-al-Massih
- Abd-as-Salib
- Atà-Al·lah
- Nasr-Al·lah
- Nímat-Al·lah
- Raziq-Al·lah

### Prenoms bahaís
- Abd-al-Bahà
- Walí-Al·lah